# Pearl River (Nowy Jork)
Pearl River – jednostka osadnicza w Stanach Zjednoczonych, w stanie Nowy Jork, w hrabstwie Rockland.